# Карс (гора)
Карс (англ. Mount Carse) — гора, що має кілька піків, найвищий з яких має висоту 2330 метрів і розташований за 4 км на північ від голови (початку) Дригальського фіорду в південній частині хребта Сальвесен Південної Джорджії. Гора була відкрита і досліджена Службою Південної Георгії (SGS) між 1951 і 1957 роками та названа на честь В. Дункана Карса, який був керівником чотирьох експедицій в Південній Джорджії за цей період.
Перше сходження було здійснено 21 січня 1990 року Брайаном Девісоном та Стівеном Вейнблсом, членами альпіністської експедиції Південного океану.